# Mažuran
Mažuran (Origanum majorana) je dvogodišnja ili višegodišnja biljka, grmić visok do jedan metar.

## Građa
Stabljika je četvorougaona, razgranata, siva, dlakava. Listovi su više dlakavi, do tri centimetra dugi , imaju kratku dršku ravnih ivica. Na vrhovima lisnatih grančica nalaze se cvasti sastavljene od sitnih, beličastih ili ružičastih cvetića koji su na osnovi četvorougaoni. Ima poseban i prijatan miris, a ukus je aromatičan, topao i nagorak. Mažuran je poreklom iz zemalja zapadnog Mediterana.

## Hemijski sastav
Sadrži etersko ulje, tanin i gorke materije. Ulje je žuto ili žutozelenkasto, sasvim posebnog, blagog i aromatičnog mirisa. Sadrži terpen i desnog terpineola.

## Lekovito delovanje
Upotrebljavao se kao začin, kao lek kod raznih bolesti ali je i efikasan kod prehlade.Sredinom veka se gajio zbog arome i lepote.Ovaj narodni lek se upotrebljava iznutra, sličan nani.Spolja se daje u obliku lekovite masti ili alkoholature kao nervinum, protiv zapaljenja kože i za lečenje rana.Inače glavni deo biljke kod nas i u drugim zemljama Evrope se koristi kao aromatičan začin. 
Čaj od mažurana može da reguliše stomačne probleme .Macerirani vrhovi biljke služe za trljanje bolnih mesta protiv glavobolje.Protiv nesanice se preporučuje stavljanje sveživ listova.Ulje ima antiseptičko dejstvo, umereni je tonik i digestiv i smiruje nerve.

## Literatura
- Jovan Tucakov(2014):Lečenje biljem
- S. K. Vanjkevič(2003):Lečenje aromatičnim biljem

## Spoljašnje veze
Mediji vezani za članak Origanum majorana na Vikimedijinoj ostavi

- Origanum majorana List of Chemicals (Dr. Duke's Databases)
- Origanum majorana (Plants For A Future database)
- „Marjoram”. The American Cyclopædia. 1879.